# Nebula (band)
Nebula is een Amerikaanse stonerrockband uit Palm Springs, Californië. De band maakt deel uit van de Palm Desert Scene.
Eddy Glass vormde de band in 1997 samen met drummer Ruben Romano en ex-Fu Manchu-bassist Mark Abshire nadat hij uit de band Fu Manchu stapte door muzikale verschillen. In 2003 werd Mark Abshire vervangen door Tom Davies. In 2010 nam de band een pauze voor onbepaalde tijd, Ruben Romano was inmiddels vervangen door achtervolgens Rob Oswald, Adam Kriney en Jimmy Sweet.  
In 2017 gaf de band aan terug te zijn van hun hiatus, ze tekenden bij het Italiaanse underground rock label Heavy Psych Sounds. Op de drumstoel zat inmiddels ex- Blaak Heat and Mondo Generator Michael Amster. 
Bassist Tom Davies overleed in september 2023 aan acute leukemie. Tijdens een Europese tournee in overleed bassist Miguel Rodriguez (Ranch) Sironi, die vanaf 2023 vast lid de band was, plotseling op 32-jarige leeftijd.

## Discografie

### Albums
- 1999 – To the Center
- 2001 – Charged
- 2003 – Atomic Ritual
- 2006 – Apollo
- 2009 – Heavy Psych
- 2019 – Holy Shit
- 2022 – Transmission from Mothership Earth

### Livealbum
- 2008 – BBC Peel Sessions
- 2021 – Live in the Mojave Desert: Volume 2

### Ep's
- 1998 – Let It Burn
- 1999 – Sun Creature
- 1999 – Nebula/Lowrider (split-ep)
- 2000 – Clear Light
- 2000 – Do It Now
- 2003 – Liquor and Poker Music
- 2003 – Nebula / Winnebago Deal - Strange Human / Taking Care of Business
- 2010 – Nebula / Quest For Fire - The Perfect Rapture / In the Place of a Storm

### Compilaties
- 2002 – Dos EPs